# Władcy ognia
Władcy ognia (ang. Reign of Fire) – film fantastyczny z 2002 w reżyserii Roba Bowmana. W głównych rolach występują Christian Bale, Matthew McConaughey i Izabella Scorupco. W 2002 roku nominowany do nagrody Saturna w kategorii "najlepszy film fantasy" oraz zwycięzca Festival de Cine de Sitges w kategorii "najlepsze efekty wizualne".

## Opis fabuły
Akcja filmu toczy się w niedalekiej przyszłości. Podczas prac inżynierskich odkryte zostaje legowisko, w którym spoczywał hibernujący smok. Stanowiące zagrożenie dla człowieka bestie zaledwie w przeciągu 20 lat rozpleniły się po całym świecie, a nierozsądna decyzja użycia przeciw nim broni nuklearnej miała obosieczne znaczenie. Wypalone ośrodki cywilizacji stały się doskonałym siedliskiem dla wygłodniałych stworzeń. Niedobitki ludzkości nie widząc szansy wegetowały w schronach, poddając się woli bestii. Pewnego dnia do bram jednego ze schronisk-twierdz na północy Anglii przybywa Denton Van Zan twierdzący, że zna sposób na pokonanie smoków.

## Obsada
- Christian Bale - Quinn Abercromby
- Matthew McConaughey - Denton Van Zan
- Izabella Scorupco - Alex Jensen
- Gerard Butler - Creedy
- Scott Moutter - Jared
- David Kennedy - Eddie Stax
- Alexander Siddig - Ajay
- Ned Dennehy - Barlow
- Rory Keenan - Devon

i inni.